# Camp Fuji
 (janvier 2018).
Si vous disposez d'ouvrages ou d'articles de référence ou si vous connaissez des sites web de qualité traitant du thème abordé ici, merci de compléter l'article en donnant les références utiles à sa vérifiabilité et en les liant à la section « Notes et références ».
Le Combined Arms Training Center (CATC) Camp Fuji est une installation du Corps des Marines des États-Unis à côté du Camp Takigahara de la Force terrestre d'autodéfense japonaise (滝ヶ原駐屯地). Il est situé près de la ville de Gotenba dans la préfecture de Shizuoka au Japon, aux pieds du mont Fuji. Le camp Fuji est l'un des nombreux camps du complexe Marine Corps Base Camp Smedley D. Butler (en)

Le camp Fuji de la Force d'autodéfense terrestre japonaise (JGSDF) (富士駐屯地), portant le même nom que cette installation, est situé lui à 4 kilomètres au Nord de la base.

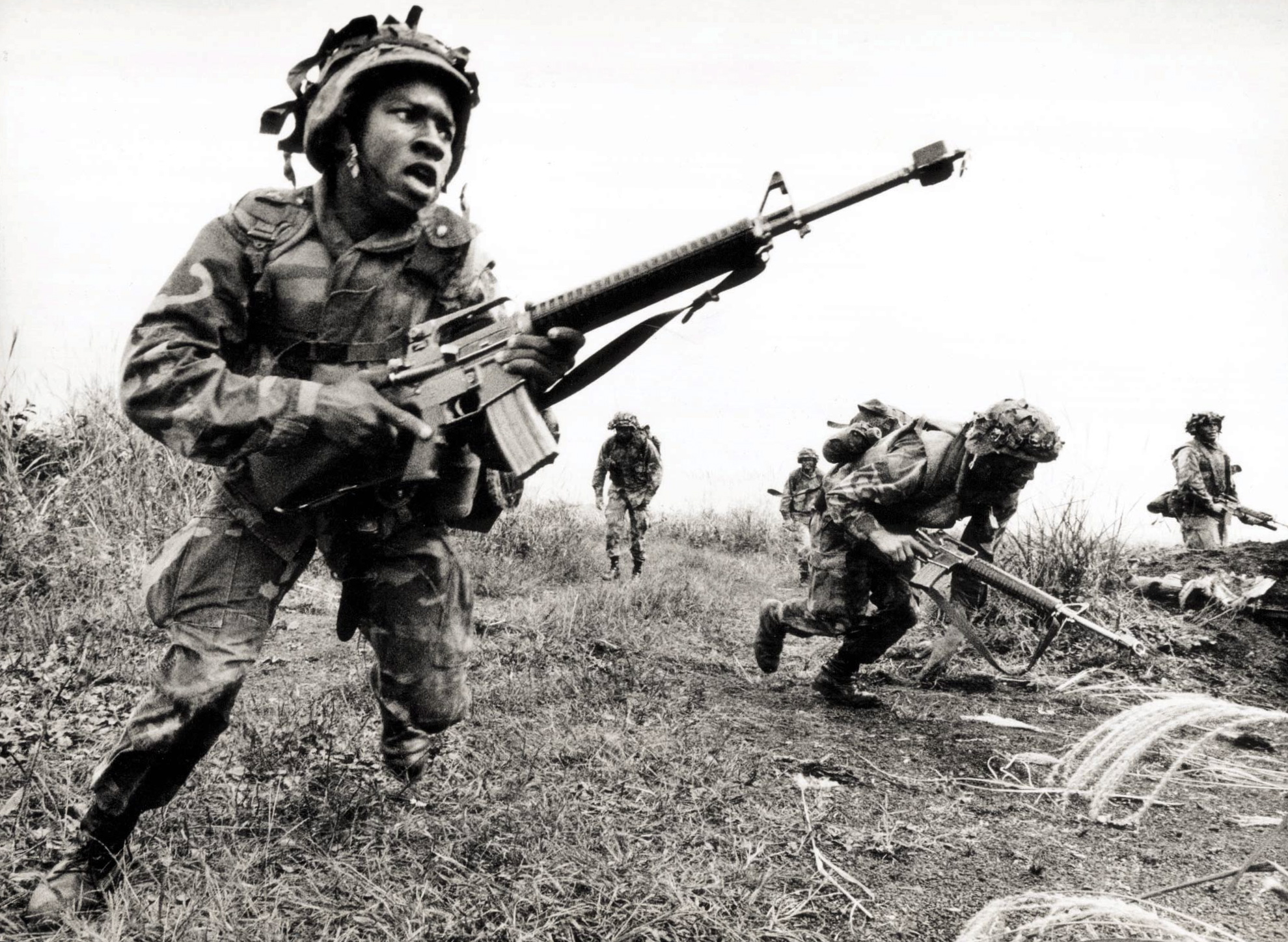
Des Marines s'entraînant à l'engagement en terrain à découvert au Camp Fuji en 1996.

## Histoire
La zone autour de la base du mont Fuji a été associée à l'armée depuis l'époque médiévale. Les samouraïs du shogunat de Kamakura ont établi un camp d'entraînement militaire dans cette région au XVe siècle. À l'époque moderne, la grande zone de manœuvre de l'est de Fuji a été créée par l'Armée Impériale Japonaise pour servir comme centre d'entraînement, et plusieurs bases d'entraînement ont été établies dans la région. Après la capitulation du Japon à la fin de la Seconde Guerre mondiale, ces bases furent occupées par l'armée américaine et furent désignées « Camp Fuji McNair », « Camp Nord », « Camp Middle » et « Camp Sud ». La moitié du « North Camp » a été remise au US Marine Corps (USMC) en 1953, tandis que l'autre moitié (en face de l'actuel Camp Fuji) a finalement été remise à la JGSDF qui porte désormais le nom de Camp Takigahara.

## Description
L'installation de 1,25 km² comprend 140 000 m² de champs de tir et de manœuvres qui servent de zone d'entraînement interarmes. Le camp Fuji est sous le contrôle exclusif du Corps des Marines, bien que l'aire d'atterrissage pour hélicoptères soit une installation à usage mixte à la fois pour les États-Unis et la JGSDF. Des unités venues de l'autre côté du Pacifique (y compris celles participant au Programme de Déploiement d'Unités) viennent au camp Fuji pour s'entraîner. Les installations étaient considérées comme spartiates par rapport à la plupart des bases militaires, sans logements familiaux, sans installations récréatives et avec des installations médicales limitées, bien que de vastes programmes de modernisation et d'expansion aient ajouté de nouvelles casernes, un club des officiers et un barbier, une bibliothèque et des installations alimentaires.